# Schauenstein
Schauenstein là một đô thị ở huyện Hof bang Bavaria thuộc nước Đức